# Оллила, Туомас
Туомас Оллила (фин. Tuomas Ollila; 25 апреля 2000, Хельсинки) — финский футболист, защитник клуба «Париж» и сборной Финляндии.

## Клубная карьера
Туомас Оллила вместе со своим братом — близнецом Акселем начинал играть в молодёжной команде клуба из Хельсинки «Кяпилян Палло», играющей в Третьем дивизионе чемпионата Финляндии. В 2017 году они вместе перебрались в клуб ХИК. Туомас не сумел пробиться в первую команду, выступая только в фарм-клубе «Клуби 04».
В 2019 году Оллила перешёл в клуб КТП из города Котка. Отыграв два сезона в лиге Юккенен, Оллила подписал двухлетний контракт с клубом Вейккауслиги «Ильвес» из Тампере. Первую игру в новой команде Туомас провел в феврале 2021 в рамках кубка Финляндии.

## Карьера в сборной
С 2015 года Туомас Оллила выступал за юношеские сборные Финляндии разных возрастов.